# Cuscomys oblativa
Cuscomys oblativus là một loài động vật có vú trong họ Abrocomidae, bộ Gặm nhấm. Loài này được Eaton mô tả năm 1916.